# Thoracosaurus
Thoracosaurus — це вимерлий рід крокодиломорфів євсухії, який існував у пізній крейді та ранньому палеоцені в Північній Америці та Європі. Традиційно вважалося, що ця тварина пов’язана з сучасним несправжнім гаріалом, переважно тому, що носові кістки контактують із передщелепними. Філогенетична робота, яка розпочалася в 1990-х роках, натомість підтвердила спорідненість у межах Gavialoidea за винятком таких форм, хоча дослідження датування 2018 року з одночасним використанням морфологічних, молекулярних (секвенування ДНК) і стратиграфічних (вік скам’янілостей) даних свідчить про те, що це могло бути не -крокодиловий євсухій. Рід містить типовий вид Thoracosaurus neocesariensis у Північній Америці, а також Thoracosaurus isorhynchus або Thoracosaurus macrorhynchus з Європи; нещодавній оглядстверджує, що T. macrorhynchus є молодшим синонімом T. isorhynchus, але незрозуміло, чи дозволяє тип T. isorhynchus диференціювати європейського та північноамериканського Thoracosaurus; якщо ні, то T. isorhynchus був би nomen dubium. Багато видів були віднесені до цього роду, але більшість із них є сумнівними.